# Paroisse de Prince-William
Pour les articles homonymes, voir Prince William.
La paroisse de Prince-William est à la fois une paroisse civile et un ancien district de services locaux (DSL) canadien du comté d'York, au Nouveau-Brunswick. Dans le cadre de la réforme de la gouvernance locale du 1er janvier 2023, le territoire du DSL a été réparti entre la ville de Harvey et le district rural de la Région-de-la-capitale.

## Toponymie

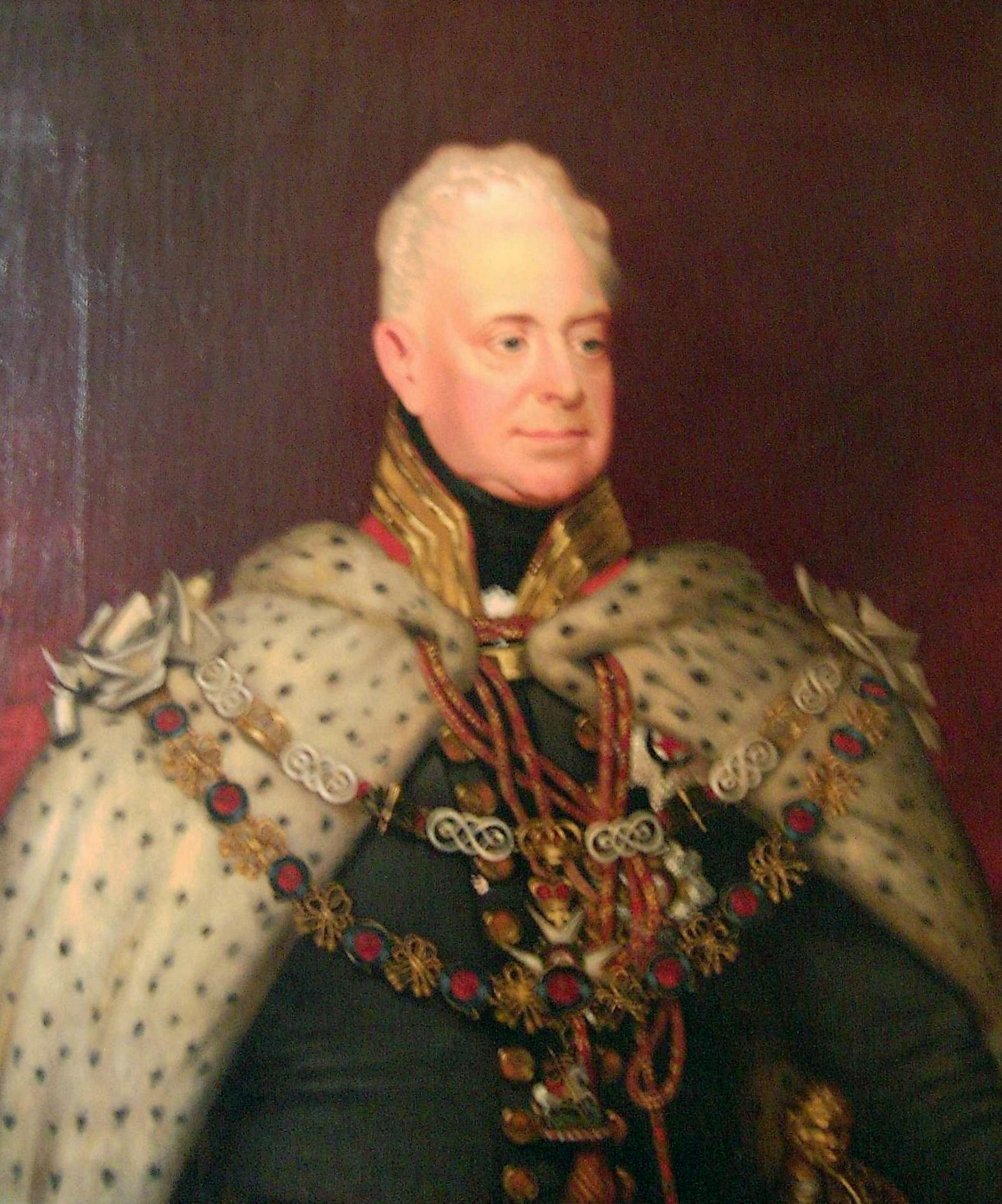
Guillaume IV.

Prince William fut nommé ainsi par Edward Winslow et Daniel Murray en l'honneur du prince Guillaume Henri, futur Guillaume IV, protecteur des King's American Dragoon qui s'établirent ici.
La paroisse comprend les hameaux de Blaney Ridge, Donnelly settlement, Lake George, Lake Road, Magaguadavic, Magaguadavic Siding, Magundy, Pokiok Settlement, Prince William et Lower Prince William. Les hameaux de Burden et de Kitchen Settlement sont disparus. Lake George Road était une gare.
Il se peut que le nom de Blaney Ridge rende hommage à William Blaney, qui possédait une terre à cet endroit. Donnelly Settlement est nommé ainsi en l'honneur de John et Patrick Donnelly. Lake George rend hommage à George McGeorge, l'un des fondateurs du village. Il portait autrefois le nom de Scotch Settlement. L'origine du nom de Lake Road n'est pas connue. Le nom de Magaguadavic fait référence au lac éponyme, dont le nom provient du malécite-passamaquoddy Mageecaatawgun, ce qui signifie « lac aux grosses anguilles ». Le hameau s'appelait à l'origine Caledonia et ensuite Magaguadavic Ridge. Le nom de Magaguadavic Siding a la même origine. William Francis Ganong note que le village s'appelait McDavie en 1895. Le bureau de psote a ensuite porté le nom de Scott Mills de 1906 à 1929 et ensuite de 1931 à 1941. Magundy s'est déjà appelé McGundic Ridge et ensuite Magundic Ridge. Pokiok Settlement est nommé ainsi d'après sa position près du ruisseau Pokiok, dont le nom provient du malécite-passamaquoddy Pokweok, qui signifie « lieu étroit ». Le bureau de poste a porté le nom de Lower Pokiok, même si le village est situé 140 mètres plus bas que Pokiok, dans la paroisse de Dumfries. Les noms de Prince William et de Lower Prince William ont la même origine que celui de la paroisse.

## Géographie

### Villages et hameaux
Le village de Prince-William est situé le long de la route 102, au bord du fleuve. Lower Prince William est bâti 5,4 km plus loin au sud-est. Burden était situé à 2,6 km à l'est de Lower Prince-William mais a été inondé par la construction du barrage de Mactaquac. Kitchen Settlement était situé dans les environs mais a été abandonné. Lake George Road était une gare située entre Prince-William et Lower Prince-William. Pokiok Settlement se trouve à 5 km au sud-ouest de Prince-William, le long du chemin Pokiok Settlement. Rosborough Settlement, qui a pratiquement disparu sauf pour quelques champs, est situé près de la route 2, à 3,2 km à l'ouest de Prince William. Il est accessible par le chemin Rossborough Settlement via le chemin Pokiok Settlement. Lake Road est situé à 13 km au sud de Prince-William, sur la rive sud du lac George. Il est accessible par la route 638 via la route 635. Lake George est situé le long de la route 635, à 8 km au sud de Prince-William. Donnelly Settlement est situé sur la rive nord du lac, près de Lake George. Magundy est bâti au pied de la colline du même nom, à 12 km au sud-ouest de Prince-William, le long de la route 635. Blaney Ridge se trouve à 3,2 km au sud-ouest de Magundy, sur la même route. Magaguadavic s'étend 3 km encore plus loin, au bord du lac Magaguadavic. Magaguadavic Siding est situé le long du chemin de fer, au sud du lac Magaguadavic et à 28 km au sud-ouest de Prince-William. Il est seulement accessible par bateau ou par chemin privé.

## Histoire
Le territoire est colonisé en 1783, le long des rives du fleuve, par le King's American Dragoons, un important régiment loyaliste. Le reste du territoire est par la suite colonisé par des immigrants d'origines divers. La paroisse est érigée en 1786. Plusieurs propriétés sont détruites lors de la débâcle d'avril 1789.
Lake George est fondé vers 1820, par des Loyalistes auxquels se joignent des immigrants écossais et irlandais,. Magundy est fondé par des Irlandais protestant, vers 1820 selon Alan Rayburn, et en tout cas avant 1822 selon William F. Ganong. Des Irlandais fondent Blaney Ridge en 1830. Maguagadavic est fondé un an plus tard par des Irlandais. Kitchen Settlement est fondé en 1854 par la famille Kitchen. Le village est abandonné au début des années 1900.
La municipalité du comté d'York est dissoute en 1966. La paroisse de Prince-William devient un district de services locaux en 1967. Burden est inondé à la suite de l'ouverture du barrage de Mactaquac, en 1967.

## Démographie
(août 2016).
D'après le recensement de Statistique Canada, il y avait 829 habitants en 2001, comparativement à 877 en 1996, soit une baisse de 5,5 %. La paroisse compte 407 logements privés, a une superficie de 287,94 km² et une densité de population de 2,9 habitants au km².
| 2001 | 2006 | 2011 | 2016 |
| ---- | ---- | ---- | ---- |
| 829  | 879  | 895  | 930  |

## Économie
Entreprise Central NB, membre du Réseau Entreprise, a la responsabilité du développement économique.

## Administration

### Commission de services régionaux
La paroisse de Prince-William fait partie de la Région 11, une commission de services régionaux (CSR) devant commencer officiellement ses activités le 1er janvier 2013. Contrairement aux municipalités, les DSL sont représentés au conseil par un nombre de représentants proportionnel à leur population et leur assiette fiscale. Ces représentants sont élus par les présidents des DSL mais sont nommés par le gouvernement s'il n'y a pas assez de présidents en fonction. Les services obligatoirement offerts par les CSR sont l'aménagement régional, l'aménagement local dans le cas des DSL, la gestion des déchets solides, la planification des mesures d'urgence ainsi que la collaboration en matière de services de police, la planification et le partage des coûts des infrastructures régionales de sport, de loisirs et de culture; d'autres services pourraient s'ajouter à cette liste.

### Représentation et tendances politiques
Nouveau-Brunswick: Prince-William fait partie de la circonscription provinciale de York, qui est représentée à l'Assemblée législative du Nouveau-Brunswick par Carl Urquhart, du Parti progressiste-conservateur. Il fut élu lors de l'élection générale de 2006 et réélu à celle de 2010.
 Canada: Prince-William fait partie de la circonscription électorale fédérale de Nouveau-Brunswick-Sud-Ouest, qui est représentée à la Chambre des communes du Canada par Gregory Francis Thompson, ministre des Anciens Combattants et membre du Parti conservateur. Il fut élu lors de la 40e élection fédérale, en 1988, défait en 1993 puis réélu à chaque fois depuis 1997.

## Vivre dans la paroisse de Prince-William
Le DSL est inclus dans le territoire du sous-district 10 du district scolaire Francophone Sud. Les écoles francophones les plus proches sont à Fredericton alors que les établissements d'enseignement supérieurs les plus proches sont dans le Grand Moncton.
L'église All Saints de Prince-William est une église anglicane. Le bureau de poste et le détachement de la Gendarmerie royale du Canada le plus proche est à Nackawic.
Les anglophones bénéficient des quotidiens Telegraph-Journal, publié à Saint-Jean, et The Daily Gleaner, publié à Fredericton. Ils ont aussi accès au bi-hebdomadaire Bugle-Observer, publié à Woodstock. Les francophones ont accès par abonnement au quotidien L'Acadie nouvelle, publié à Caraquet, ainsi qu'à l'hebdomadaire L'Étoile, de Dieppe.

## Culture
Le village historique de Kings Landing est situé à Prince-William. Ses 70 édifices de style loyaliste, écossais ou irlandais recréent un village anglophone de 1790 à 1910. Des acteurs en costumes d'époque démontrent la vie quotidienne et les activités d'autrefois.